# Luis Ostos
Luis Ostos, född 9 augusti 1992, är en peruansk långdistanslöpare.
Ostos tävlade för Peru vid olympiska sommarspelen 2016 i Rio de Janeiro, där han slutade på 21:a plats på 10 000 meter.